# Arctornis ungula
Arctornis ungula är en fjärilsart som beskrevs av Holloway 1999. Arctornis ungula ingår i släktet Arctornis och familjen tofsspinnare. Inga underarter finns listade i Catalogue of Life.